# Sheila F. Gagen
Sheila F. Gagen (* 1956 in Mooresville/Indiana) ist eine US-amerikanische Komponistin und Musikpädagogin.
Gagen studierte Musik an der Ball State University mit der Fachrichtung Musikpädagogik und setzte ihre Ausbildung an der Butler University fort. Hier wurde sie von den Songwritern Mary Goetze, Sonja Poorman und Ruth Artman beeinflusst. Danach wirkte sie als Musiklehrerin an privaten und öffentlichen Schulen. Sie komponierte vorrangig Lieder und Chorwerke, die auch von internationalen Chören aufgeführt wurden.

## Quelle
- Alliance Publications, Inc. - G - Gagen, Sheila F. (Memento vom 30. September 2013 im Internet Archive)

| Personendaten    | Personendaten                |
| ---------------- | ---------------------------- |
| NAME             | Gagen, Sheila F.             |
| KURZBESCHREIBUNG | US-amerikanische Komponistin |
| GEBURTSDATUM     | 1956                         |
| GEBURTSORT       | Mooresville (Indiana)        |